# Jouko Skinnari
Jouko Juhani Skinnari, född 12 augusti 1946 i Lahtis, död 21 april 2016 i Lahtis, var en finländsk socialdemokratisk politiker. Han var Finlands andre finansminister 1997–1999.
Skinnari avlade 1969 juris kandidatexamen. Han var ledamot av Finlands riksdag från Tavastlands valkrets (som fortfarande i riksdagsvalet 1995 hette Tavastehus läns södra valkrets) 1980–2016.
Jouko Skinnari är begravd på Mustakallio begravningsplats i Lahtis.